# Битка код Струмице
Битка код Струмице се одиграла у августу 1014. у склопу ратова имеђу снага Самуиловог и Византијског царства у близини реке Струмице. Одмах након Самуиловог пораза у бици код Беласице трупе које је предводио његов син Гаврило Радомир поразиле су византијску војску коју је предводио кнез Солуна Теофилакт Ботаниатес, који је убијен у бици. Након смрти византијског цара Василија II византијске трупе су биле приморане да напусте ове територије.

## Историја
Након победе византијске војске у Бици код Беласице 29. јула 1014. године, када је уништен значајан део Самуилове војске, Василије II је заузео малу тврђаву у близини реке Струмице. Сама Струмица је остала у словенским рукама. Зато је цар Василије II послао Теофилакта с војском да растури опсаду јужно од града, коју су поставиле Самуилове трупе.
Ухваћена у узак и тешко проходан простор, византијска војска је онеспособљена за организовани одбрану и сломљена. Већи део војске је погинуо уз команданта. Када је вест о том поразу стигла до Василија II, он је у знак одмазде наредио да се заробљени војници у бици код Беласице ослепе и слепе их послао краљу Самуилу.